# Кијево (општина)
Кијево је насељено место и једино место општине у североисточном делу Шибенско-книнске жупаније, Република Хрватска. Према прелиминарним подацима са последњег пописа 2021. године у месту је живело 280 становника.

## Географски положај
Општина је смештена између Книна на северу и западу и општине Цивљане на југу и истоку. Налази се у плодној равници између планине Динаре и Малог Козјака. На северу су Сива брда, Полачка висораван и извор Крчић, а на југу Коловрат и извор Цетине.

## Физичко-географске одлике
У општини се налази највиши врх Републике Хрватске – Кијевска Динара (1.831 m). Динара је планински масив дужине 20 и ширине око 10 km, пружа се правцем северозапад – југоисток. Име је, највероватније, добила по илирском племену Диндари. Она је уједно и развође између река Крке и Цетине. Река Цетина је окосница овог дела Далмације. Извире из неколико јаких крашких врела (Главаш, Котлука, Врањеш, Неле...)

### Клима
Кијево карактерише мешање континенталне и медитеранске климе. Лета су сува и топла, а зиме хладне и влажне Најчешће дувају бура и југо.

## Друштвено-географске одлике

### Историја
На тлу данашњег Кијева било је седиште илирске општине с десне стране Цетине. Од VI века ове просторе насељавају Словени. Под именом Киј се први пут спомиње 1315. године. Киј је стара реч за маљ или чекић. Током рата у бившој Југославији (1991—1995), Кијево је било у саставу Републике Српске Крајине, након агресије на РСК тј. војне операције Олуја, место је реинтегрисано у уставно-правни поредак Републике Хрватске.

### Привреда
Становништво се бави ловом, риболовом, пољопривредом и сточарством. У општини постоји и једна грађевинска фирма.

### Површина и становништво
Површина општине је 74,3 km² и седиште је у истоименом месту. Према попису из 2001. године овде је живело 533 становника у једном насељу. Хрвати чине апсолутну већину (100%).
На попису становништва 2011. године, општина, односно насељено место Кијево је имало 417 становника.

## Попис 1991.
На попису становништва 1991. године, насељено место Кијево је имало 1.261 становника, следећег националног састава:
| Попис 1991.‍   | Попис 1991.‍ | Попис 1991.‍ | Попис 1991.‍ | Попис 1991.‍ |
| ------------- | ----------- | ----------- | ----------- | ----------- |
|               |             |             |             |             |
| Хрвати        | Хрвати      |             | 1.256       | 99,60%      |
| Срби          | Срби        |             | 2           | 0,15%       |
| Италијани     | Италијани   |             | 1           | 0,07%       |
| остали        | остали      |             | 1           | 0,07%       |
| непознато     | непознато   |             | 1           | 0,07%       |
| укупно: 1.261 |             |             |             |             |

### Попис 2011.
На попису становништва 2011. године, Кијево је имао 417 становника, следећег националног састава:
| Попис 2011.‍ | Попис 2011.‍ | Попис 2011.‍ | Попис 2011.‍ | Попис 2011.‍ |
| ----------- | ----------- | ----------- | ----------- | ----------- |
|             |             |             |             |             |
| Хрвати      | Хрвати      |             | 417         | 100,00%     |
| укупно: 417 |             |             |             |             |